# Albert Dumouchel
Albert Dumouchel (* 15. April 1916 in Valleyfield, Québec, Kanada; † 11. Januar 1971 in Saint-Antoine-sur-le-Richelieu, Québec) war ein kanadischer Grafiker, Maler, Fotograf, Musiker und Kunstpädagoge.

## Leben
Albert Dumouchel  wurde in Bellerive, einem Arbeiterviertel in Valleyfield, Québec geboren. Er besuchte das Séminaire Saint Thomas D'Aquin de Valleyfield (heute Collège de Valleyfield) und begann im Alter von acht Jahren Musik zu studieren. Er studierte Radierung in Montreal, Radierung und Lithografie in Paris, Bildhauerei in Valleyfield und nahm Unterricht bei Alfred Pellan (1944 bis 1945). Von 1936 bis 1949 unterrichtete er Kunst am Séminaire de Valleyfield. 1940 wurde er Textildesigner bei Montreal Cottons in Valleyfield.
Von 1942 bis 1960 unterrichtete  Albert Dumouchel  Zeichnen, Kunstgeschichte, Werbung und Fotografie am Institut des arts graphiques in Montréal (heute Collège Ahuntsic). An der École des Beaux-Arts de Montréal richtete er eine Druckwerkstatt ein und leitete von 1960 bis 1969 die Grafikabteilung. Sein Unterricht beeinflusste zahlreiche Künstler, und die Grafikabteilung der École des Beaux-Arts galt als eine der besten des Landes.
1945 nahm Albert Dumouchel  zusammen mit Künstlern wie Léon Bellefleur und Alfred Pellan in Montréal an den Cadavre Exquis-Experimenten teil. Zwischen 1947 und 1951 gibt er die Zeitschrift Les Ateliers d'arts graphiques der École des arts graphiques de Montréal heraus. Er beteiligte sich aktiv an der surrealistischen Bewegung in Montreal und unterzeichnete 1948 das Manifest Prisme d'yeux, das sich für eine Vielfalt künstlerischer Ansätze einsetzte. Seine Lithografien illustrieren Werke von Roland Giguère, darunter Faire naître (1949) und Les Nuits abat-jour (1950). 1955 werden seine Arbeiten in der Revue internationale de l'art expérimental - Cobra veröffentlicht.
1955 erhielt  Albert Dumouchel  ein 18-monatiges Stipendium der UNESCO für Studien in Europa, wo er seine Forschungen und Arbeiten im Bereich der Druckgrafik vertiefte. 1960 vertrat er Kanada zusammen mit Edmund Alleyn, Graham Coughtry und Jean-Paul Lemieux auf der Biennale von Venedig. 1964 wurde er Mitglied der Florentiner Akademie der Schönen Künste, die ihm drei Jahre später für seine Verdienste um Kanada ihre Centennial Medal verlieh. 1967 zog  Albert Dumouchel  nach Saint-Antoine-sur-le-Richelieu, wo er 1971 starb, während er sich von einer Operation erholte.
Seine Werke sind in bedeutenden öffentlichen Sammlungen vertreten, darunter die National Gallery of Canada, die Art Gallery of Ontario, das Musée National des Beaux-Arts du Québec, das Montreal Museum of Fine Arts und das Victoria and Albert Museum in London.

## Werk
Albert Dumouchels Werk reicht von abstrakt bis figurativ. Er war Mitglied der Non-Figurative Artists Association of Montreal und wurde für seine intimen und ruhigen abstrakten Zeichnungen geschätzt. Seine Ölgemälde wurden für ihre Wärme, Kunstfertigkeit und malerische Qualität gelobt.